# Ali Murtopo
Ali Murtopo né le 23 septembre 1924 à Kebumen et mort le 15 mai 1984 à Jakarta, est un général et homme politique indonésien.

## Biographie
Adolescent, Ali a rejoint le Hezbollah mais a fini par rejoindre l'Armée indonésienne. Pendant la révolution nationale indonésienne, Ali est devenu membre du personnel d'une brigade dirigée par Ahmad Yani. En 1952, Ali est devenu un compagnie Commandant des Banteng Raiders d'Ahmad Yani, un groupe d'élite de soldats formé pour chasser les restes du mouvement Darul Islam.
En 1956, alors qu'il était encore aux commandes de son unité Banteng Raider, Ali a été impliqué dans le lobbying pour décider qui devrait devenir le commandant du 4e territoire militaire Diponegoro, qui supervisait la sécurité des provinces de Java central et de Yogyakarta. Bien que le quartier général de l'armée à Jakarta ait choisi un candidat, les membres du TT IV Diponegoro, dirigés par Yoga Sugama, voulaient que le lieutenant-colonel Suharto de l'époque devienne le prochain commandant du TT IV. Yoga a rencontré divers officiers au sein de TT IV Diponegoro pour chercher du soutien et Ali pour sa part, a apporté son soutien à Suharto. Après avoir obtenu suffisamment de soutien, Yoga s'est rendu à Jakarta pour informer le quartier général de l'armée de qui les soldats du TT IV Diponegoro voulaient comme commandant. Le quartier général de l'armée a cédé et Suharto a été nommé commandant.
En récompense, Ali a été nommé assistant territorial de Suharto avec Yoga occupant le poste d'assistant du renseignement. Avec Sujono Humardhani, qui était chargé des finances, les quatre monteront les échelons ensemble. En 1959, Ali prend part aux combats contre le gouvernement révolutionnaire de la république d'Indonésie (PRRI), un groupe rebelle de Sumatra. Il a été envoyé combattre à Sumatra en tant que chef d'état-major régiment avec Yoga en tant que commandant du régiment.